# L'Assumpció de l'Aranyó
L'Assumpció de l'Aranyó és l'església parroquial de l'Aranyó, al municipi dels Plans de Sió (Segarra), inclosa a l'Inventari del Patrimoni Arquitectònic de Catalunya.

## Descripció
És una petita església situada als afores del nucli de l'Aranyó, de nau central i una sola nau lateral al costat dret de la construcció, amb coberta a dues aigües i realitzat amb paredat i arrebossat, amb absis recte. La façana presenta la porta d'accés graonada, amb arc de mig punt adovellat, resseguit per un guardapols, per sobre de la qual es pot observar una petita obertura rectangular, culminant amb un campanar d'espadanya de dos ulls. També cal destacar la presència de contraforts al llarg de l'edifici, posteriors a la construcció original.

## Història
No se'n tenen referències històriques, però és probable que ja existís en poca romànica, ja que l'indret és documentat des de l'any 1045. L'edifici actual és d'època moderna.